# Eric Dane
Eric Dane (San Francisco, Kalifornija, 9. studenog 1972.) je američki glumac. Najpoznatiji je po ulozi Marka Sloanea u TV seriji "Uvod u anatomiju", kao i po filmovima "Marley i ja" i "Dan zaljubljenih".